# Ndola
Ndola este un oraș în provincia Copperbelt, Zambia. Ocupă locul al doilea ca populație după Lusaka și este reședința provinciei.
Este deservit de un aeroport (cod IATA: NLA, cod ICAO: FLND) de unde pleacă zboruri regulate spre Lusaka, Dar-Es-Salaam și Johannesburg.